# Africa: The Best of Toto
Africa: The Best of Toto è una raccolta dei più grandi successi della rock band Toto, pubblicata il 15 giugno 2009 dall'etichetta discografica Sony.

## Tracce
CD (Camden Deluxe 88697536632 (Sony) / EAN 0886975366323)
CD1
1. Africa – 4:57 (David Paich, Jeff Porcaro) – (tratta da Toto IV)
2. Rosanna – 5:30 (David Paich) – (tratta da Toto IV)
3. Hold the Line – 3:57 (David Paich) – (tratta da Toto)
4. I Won't Hold You Back – 4:55 (David Paich, Steve Lukather) – (tratta da Toto IV)
5. Make Believe – 3:43 (David Paich) – (tratta da Toto IV)
6. 99 – 5:15 (David Paich) – (tratta da Hydra)
7. I'll Supply the Love – 3:47 (David Paich) – (tratta da Toto)
8. Stranger in Town – 4:50 (David Paich, Jeff Porcaro) – (tratta da Isolation)
9. Georgy Porgy – 4:09 (David Paich) – (tratta da Toto)
10. St. George and the Dragon – 4:45 (David Paich) – (tratta da Hydra)
11. All Us Boys – 5:01 (David Paich) – (tratta da Hydra)
12. Goodbye Elenore – 4:54 (David Paich) – (tratta da Turn Back)
13. Live for Today – 4:01 (Steve Lukather) – (tratta da Turn Back)
14. Angel Don't Cry – 4:24 (David Paich, Fergie Frederiksen) – (tratta da Isolation)
15. Rockmaker – 3:21 (David Paich) – (tratta da Toto)
16. Turn Back – 3:58 (Steve Lukather, Bobby Kimball) – (tratta da Turn Back)

Durata totale: 71:27
CD2
1. I'll Be Over You – 3:51 (Randy Goodrum, Steve Lukather) – (tratta da Fahrenheit)
2. Pamela – 5:10 (David Paich, Joseph Williams) – (tratta da  The Seventh One)
3. I Will Remember – 6:06 (Steve Lukather, Stan Lynch) – (tratta da Tambu)
4. You Got Me – 3:12 (David Paich, Joseph Williams) – (tratta da The Seventh One)
5. Anna – 4:55 (Randy Goodrum, Steve Lukather) – (tratta da The Seventh One)
6. Stop Loving You – 4:30 (David Paich, Steve Lukather) – (tratta da The Seventh One)
7. Endless – 3:43 (David Paich) – (tratta da The Seventh One)
8. Holyanna – 4:17 (David Paich, Jeff Porcaro) – (tratta da Isolation)
9. How Does It Feel – 3:52 (Steve Lukather) – (tratta da Isolation)
10. Without Your Love – 4:34 (David Paich) – (tratta da Fahrenheit)
11. If You Belong to Me – 5:04 (David Paich, Steve Lukather, Stan Lynch) – (tratta da Tambu)
12. Goin' Home – 5:18 (David Paich, Jeff Porcaro, Joseph Williams) – (tratta da Toto XX)
13. Out of Love – 5:55 (Steve Lukather, Jean-Michael Byron) – (tratta da Past to Present 1977-1990)
14. Don't Chain My Heart – 4:45 (Toto) – (tratta da Kingdom of Desire)
15. Mushanga – 5:38 (David Paich, Jeff Porcaro) – (tratta da The Seventh One)

Durata totale: 70:50